# تیوبلس

نمایی از جزئیات یک لاستیک تیوبلس

سیستم‌های لاستیک تیوبلس دوچرخه که با نام انگلیسی Tubeless Tires شناخته میشود ، مشابه نمونه‌های مورد استفاده در خودروها و موتورسیکلت‌ها هستند. مفهوم اصلی این است که لاستیک برای محبوس کردن هوا بدون داشتن یک تیوپ داخلی، به لبه‌های طوقه مُهروموم شود. فشار هوای لاستیک، فشار داخلی را در لبه‌ها حفظ کرده و لاستیک را پُرباد نگه می‌دارد.
فناوری لاستیک تیوبلس که در آن تیوب دوچرخه حذف شده و از لاستیک مخصوص تیوبلس و همچنین طوقه مخصوص استفاده میشود و داخل لاستیک دوچرخه مایع تیوبلس که نوعی چسب رقیق شده است ریخته می شود. و از طریق یک والف مخصوص که به طوقه متصل شده درون لاستیک باد می شود. مایع ریخته شده در داخل لاستیک و محض قرار گرفتن در مجاورت هوا خشک می شود به این صورت از منافذ که در بین لاستیک و طوقه قرار دارد به وسیله مایع تیوبلس مهروموم می شود بصورتی که باد فشرده شده داخل لاستیک امکان خارج شده را نخواهد داشت.
همچنین مایع داخل تیوبلس با این فرایند در زمان پنچری لاستیک از خالی شدن باد فشرده شده در داخل لاستیک که برای این فرایند ساخته شده است جلوگیری می کند.